# Cratere Baade
Baade è un cratere lunare intitolato all'astronomo statunitense Walter Baade, situato vicino all'orlo sud-occidentale dell'emisfero sempre rivolto verso la Terra; poco più ad est si trova il punto d'incontro fra la Vallis Bouvard, lunga 280 km, a nord, e la Vallis Baade, lunga 160 km e più stretta, a sud-sudest. Entrambe le valli piegano poi verso nord.
Le pareti di Baade sono prive di crateri minori o tracce evidenti di erosione; sono approssimativamente circolari. Il letto del cratere è invece irregolare, sebbene privo di crateri minori e del caratteristico rilievo centrale.